# بازآرایی ۲،۱-ویتیگ
بازآرایی۲٬۱-ویتیگ یک طبقه‌بندی از واکنش‌های شیمیایی در شیمی آلی است و متشکل از بازآرایی۲، ۱ یک اتر با آلکیل لیتیوم است. واکنش به نام شیمیدان برنده جایزه نوبل، گئورگ ویتیگ گذاشته شده‌است.
{\displaystyle {\ce {R'-}}\!\!\!\!{\overset {\displaystyle {\ce {H}} \atop |}{\underset {| \atop \displaystyle {\color {White}''}{\ce {R}}''}{\ce {C}}}}\!\!\!\!{\ce {-O-R}}+{\color {Gray}{\ce {R'''-Li}}}\ {\ce {->}}\ {\ce {R'-}}\!\!\!\!{\overset {\displaystyle {\ce {R}} \atop |}{\underset {| \atop \displaystyle {\color {White}''}{\ce {R}}''}{\ce {C}}}}\!\!\!\!{\ce {-O-Li}}+{\color {Gray}{\ce {R'''-H}}}\ {\ce {->[{\ce {H+}}]}}\ {\ce {R'-}}\!\!\!\!{\overset {\displaystyle {\ce {R}} \atop |}{\underset {| \atop \displaystyle {\color {White}''}{\ce {R}}''}{\ce {C}}}}\!\!\!\!{\ce {-O-H}}}

## سازوکار واکنش
اساس سازوکار واکنش در شکل‌گیری جفت رادیکال آزاد و سپس مهاجرت لیتیوم از اتم کربن به اتم اکسیژن است. رادیکال R سپس با گروه کتیل ترکیب می‌گردد.